# Fatim Jawara
Fatim Jawara, née le 13 mars 1997 à Serrekunda en Gambie et morte le 27 octobre 2016
dans la mer Méditerranée, est une footballeuse internationale gambienne. Elle a joué notamment pour l'équipe de Gambie féminine de football et pour le club Red Scorpions FC. En 2012, elle a joué comme gardien remplaçant lors de la Coupe du monde féminine de football des moins de 17 ans. Elle est morte en 2016 en tentant de traverser la Méditerranée en bateau pour se rendre en Italie.

## Carrière en club
Jawara joue pour le meilleur club gambien de football féminin, le Red Scorpions FC basé à Serrekunda. Elle en était le gardien de but principal.

## Carrière internationale
Jawara joue en faveur de l'équipe de Gambie des moins de 17 ans, et pour l'équipe senior. Avec les moins de 17 ans, elle participe à la Coupe du monde des moins de 17 ans 2012 organisée en Azerbaïdjan. Elle effectue des débuts en équipe de Gambie en 2015, et sauve un penalty lors d'un match amical contre le Glasgow Girls F.C.

## Mort
En février 2016, Jawara quitte la Gambie à Serrekunda, et traverse le désert du Sahara pour rejoindre la Libye. Arrivée en Libye, elle contacte sa famille et les informe qu'elle est en route pour l'Europe à la recherche d'un poste dans un grand club européen.
À la fin du mois d'octobre 2016, elle tente de s'introduire illégalement en Europe en traversant la Méditerranée avec d'autres personnes sur deux bateaux, se rendant sur l'île italienne de Lampedusa, située entre la Sicile et la Tunisie. En raison d'une tempête, son bateau coule et Jawara meurt noyée à l'âge de 19 ans.
Son absence a été notée pour la première fois lorsque l'équipe nationale a joué contre le Casa Sports F. C. du Sénégal dans le cadre d'un festival pour célébrer le football féminin. Plusieurs jours après l'accident, sa famille a été contactée par l'agent pour les informer que le bateau avait chaviré et qu'elle s'était noyée.

### Réactions à sa mort
Lamin Kaba Bajo, Président de la Fédération de Gambie de football, a déclaré : « Nous sommes en deuil car c'est une grande perte pour l'équipe nationale de football et pour la nation. »